# Ozodera callidioides
Ozodera callidioides là một loài bọ cánh cứng trong họ Cerambycidae.